# Haus Marshal
Das Haus Marshal war eine anglonormannische Familie, die im 12. und 13. Jahrhundert zu einem einflussreichen Adelsgeschlecht in England aufstieg. Vom Beginn des 12. bis zur Mitte des 13. Jahrhunderts amtierten die Familienoberhäupter als Master Marshal of the King’s household.

## Ursprung und Aufstieg als Marshal of the King’s household
Als Stammvater der Familie gilt Gilbert, der am Hof von König Heinrich I. das Amt des Marshals ausübte. Nach seinem Tod vor 1130 übernahm sein Sohn John FitzGilbert das Amt, womit die Familie zunehmend nach dem Amt bezeichnet wurde. John FitzGilbert hinterließ aus zwei Ehen mehrere Söhne, so dass bei seinem Tod 1165 sein Erbe aufgeteilt wurde. Da er sich von seiner ersten Frau hatte scheiden lassen, erbte Gilbert, der überlebende Sohn aus seiner ersten Ehe, nur einen kleineren Teil sowie das Erbe seiner Mutter. Johns ältester Sohn aus seiner zweiten Ehe, der ebenfalls John hieß, erbte dagegen den Großteil der Besitzungen seines Vaters. Als Gilbert bereits 1166 kinderlos starb, erbte der jüngere John auch dessen Anteil am väterlichen Erbe. Bei seinem Tod 1194 hinterließ der jüngere John aber nur einen unehelichen Sohn, der ebenfalls John hieß. Daraufhin fiel das Marshal-Erbe an William Marshal, dem jüngeren Bruder des jüngeren John.

## Aufstieg zur Magnatenfamilie
William Marshal hatte als Ritter dem englischen König Heinrich II. loyal gedient. Dieser hatte ihm noch kurz vor seinem Tod 1189 das Recht zugesprochen, die reiche Erbin Isabel de Clare zu heiraten. Durch diese Heirat erwarb William Marshal 1189 umfangreiche Besitzungen in der Normandie, in England, die irische Herrschaft Leinster und die beiden Herrschaften Netherwent mit Chepstow und Usk sowie Pembroke in den Welsh Marches. Durch die Heirat erhielt er Iure uxoris auch den Titel Earl of Pembroke. Trotz des zunehmenden Konflikts zwischen England und Frankreich gelang es ihm, auch nach der Eroberung der Normandie durch Frankreich 1204 sowohl seine englischen Besitzungen wie auch seine Güter in der Normandie zu behalten. Er war einer der berühmtesten Ritter seiner Zeit. Nach dem Tod von König Johann Ohneland 1216 wurde er trotz seines hohen Alters Regent für den minderjährigen Heinrich III. Als Regent konnte er erfolgreich den Ersten Krieg der Barone beenden. Er hinterließ fünf Söhne, von denen sein ältester Sohn William die englischen, walisischen und irischen Besitzungen erbte, während der zweite Sohn Richard die französischen Besitzungen erbte. Nach dem kinderlosen Tod des 2. Earls erbte Richard die übrigen Familienbesitzungen, er starb jedoch während einer Rebellion gegen König Heinrich III. Daraufhin erbte der dritte Sohn Gilbert die Besitzungen. Die französischen Besitzungen gingen allerdings aufgrund der Konflikte zwischen England und Frankreich nun verloren. Im Kampf gegen die walisischen Fürsten hatte die Familie jedoch 1223 Cilgerran, Cardigan und Carmarthen erobert. Durch Heiratsbündnisse, militärischen Druck und den Ausbau von Burgen wie Usk, Chepstow, Cilgeran und Pembroke gelang es der Familie, ihren Einfluss in Wales weiter auszubauen. Gilbert Marshal galt in den 1230er Jahren als mächtigster Marcher Lord von Südwales.

## Aufteilung des Marshal-Erbes
Gilbert Marshal starb jedoch kinderlos, worauf seine Brüder Walter und Anselm nacheinander die Besitzungen erbten. Auch diese starben bis Ende 1245 kinderlos, so dass alle fünf Söhne von William Marshal, 1. Earl of Pembroke ohne ehelichen Nachkommen gestorben waren. Daraufhin wurde der umfangreiche Besitz zwischen 1246 und 1247 unter den fünf Töchtern des 1. Earl of Pembroke, Matilda, Isabel, Sibyl, Eva und Joan bzw. deren Erben aufgeteilt. Die Aufteilung des Erbes war schwierig, da die Witwen der Brüder auch noch jeweils Ansprüche auf ein Wittum hatten, dass ihnen lebenslang zustand. Die Aufteilung der walisischen Besitzungen erfolgte im Juli 1246. Dabei erhielt Richard de Clare, 5. Earl of Gloucester als Erbe von Isabel Marshal Usk in Netherwent sowie Castle Walwyn in Pembrokeshire. Caerleon, ein Teil von Netherwent, fiel an Agnes de Vescy und Maud de Kyme, die Töchter von Sybil Marshal und William de Ferrers, 5. Earl of Derby. Der Großteil der Herrschaft Pembroke fiel an Joan Marshal, die mit Warin de Munchensi verheiratet war. Ihre Erbin wurde ihre Tochter Joan. König Heinrich III. verheiratete sie 1247 mit seinem Halbbruder William de Valence, dem er den Titel Earl of Pembroke neu verlieh. Die Aufteilung der irischen Güter war besonders schwierig und zog sich bis ins Frühjahr 1247 hin. Kilkenny wurde zunächst unter königliche Verwaltung gestellt. Leinster wurde im Mai 1247 zwischen den fünf Töchtern aufgeteilt. Die älteste Tochter Matilda bzw. ihr Sohn Roger Bigod, 4. Earl of Norfolk erhielten Carlow. Kilkenny fiel an Richard de Clare, Kildare fiel an Agnes, die älteste Tochter von Sibyl Marshal. Sie war mit William de Vescy, Lord of Alnwick verheiratet. Die 1246 verstorbene vierte Tochter Eva Marshal war mit dem Marcher Lord William de Braose verheiratet gewesen. Sie hatte keine Söhne, sondern nur vier Töchter hinterlassen. Auf diese wurde nun ihr Anteil aufgeteilt. Das Erbamt des Marshals fiel an Roger Bigod, 4. Earl of Norfolk. Die Aufteilung des Erbes wurde erst 1275 endgültig abgeschlossen, als Eleanor de Montfort, die Witwe von William Marshal, 2. Earl of Pembroke starb und ihr Wittum unter den Erben aufgeteilt wurde.

## Nebenlinie in Northamptonshire
John Marshal, der uneheliche Sohn von John the Marshal († 1194), war aufgrund seiner unehelichen Geburt vom Erbe seines Vaters ausgeschlossen. Er stieg aber unter König Johann Ohneland zum Marshal of Ireland auf und konnte eine Nebenlinie der Familie in Northamptonshire begründen. Sein gleichnamiger Sohn John wurde durch Heirat Earl of Warwick, starb aber kinderlos. Johns Neffe William Marshal erbte die ostenglische Herrschaft Hingham. Dessen Enkel William Marshal beanspruchte 1308 erfolglos das Amt des Marshal of England. Er wurde 1309 in das englische Parlament berufen und gilt damit als Baron Marshal. Mit dem kinderlosen Tod seines Sohns John Marshal 1316 erlosch die Familie in männlicher Erbfolge. Seine Erbin wurde seine Schwester Hawise Marshal, die Robert de Morley, 2. Baron Morley geheiratet hatte.

## Stammliste
1. Gilbert the Marshal, † 1130 oder früher, Master Marshal of the King’s household unter König Heinrich I.; ⚭ NN, eventuell die Erbin von William Fitz Auger
  1. John FitzGilbert the Marshal, † vor November 1165, wohl 1130 Master Marshal of the King’s household; ⚭ (1) wohl 1141 Aline, wohl Tochter von Walter Pipard, geschieden, sie heiratete in zweiter Ehe Stephen Gai; ⚭ (2) wohl vor 1144 Sibyl de Salisbury, Tochter von Walter FitzEdward de Salisbury und Matilda de Chaource (Erstes Haus Salisbury)
    1. (1) Gilbert, † vor November 1166 in Salisbury
    2. (1) Sohn (Walter), † wohl 1166/67
    3. (2) John the Marshal,* wohl 1144/45, † März 1194, 1165 Erbe seines Vaters, 1166 seines Halbbruders, Master Marshal of the King’s household, bestattet in Bradenstoke Priory; ⚭ Joan de Port, Tochter von Adam de Port, Lord of Basing, und Mabile d’Orval, sie heiratete in zweiter Ehe Richard de Rivers
      1. (unehelich, Mutter: Alice) John Marshal, † 1235, Marshal of Ireland; ⚭ wohl 1200 Aveline de Rie, † wohl 1266/67, Tochter von Hubert (IV.) de Rie of Hingham (Norfolk)
        1. John Marshal, 7. Earl of Warwick, † 1242, wohl 3./23. Oktober, Marshal of Ireland; ⚭ vor 1242 Margaret de Beaumont, 7. Countess of Warwick, † 3. Juni 1253, Tochter von Henry de Beaumont, 5. Earl of Warwick, und Philippa Basset
        2. William Marshal, Lord of Norton, † wohl 1265; ⚭ Elizabeth de Ferrers, Tochter von William de Ferrers, 5. Earl of Derby, und Margaret de Quincy of Winchester, sie heiratete in zweiter Ehe Dafydd ap Gruffydd, Fürst von Wales
          1. John Marshal, * um 1257, † vor 4. Dezember 1282; ⚭ Hawise
            1. William Marshal, 1. Baron Marshal, * 29. Juli 1277, † 23./24. Juni 1314 in der Schlacht von Bannockburn, 1309 Lord Marshal; ⚭ Christian FitzWalter, † vor 6. Dezember 1315, Tochter von Robert Fitzwalter, 1. Baron Fitzwalter, und Devorguilla de Burgh of Wakely, Northamptonshire
              1. John Marshal, 2. Baron Marshal, * 1292, † 1316, Lord Marshal ⚭ Ela, † 16. Februar 1356, sie heiratete in zweiter Ehe (Dispens 29. Juni 1319) Robert FitzPayn, Lord FitzPayn
              2. Denise, † 14. September 1316
              3. Hawise, † vor 1327, 1316 de iure Baroness Marshal; ⚭ Robert de Morley, Lord Morley, † 23. März 1360 in Burgund, Sohn von William de Morley, Lord Morley, und Isabel de Mohaut

            2. Perronelle; ⚭ (Ehevertrag 1304, wohl im November) Thomas de Vere, * wohl 1280/84, † zwischen 1328 und 12. Mai 1329, Sohn von Robert de Vere, 6. Earl of Oxford, und Margaret de Mortimer

          2. William

        3. Alice, † vor 1272; ⚭ NN de Carhou
        4. Kind
          1. Matilda, † 15. Februar 1308 oder früher, ⚭ wohl vor 1290 Hugh Mortimer, † 20. Juli 1304, Sohn von Robert de Mortimer of Richard’s Castle, Herefordshire (Haus Mortimer), und Joyce La Zouche (Haus La Zouche), Bruder von William la Zouche, 1. Baron Zouche of Mortimer, bestattet in Worcester Cathedral

    4. (2) William Marshal, 1. Earl of Pembroke, * wohl 1146, † 14. Mai 1219 in Caversham Park, 1194 Master Marshal of the King’s household, 27. Mai 1199 zum Earl of Pembroke ernannt, bestattet in Temple Church, London; ⚭ London August 1189 Isabel de Clare, 4. Countess of Pembroke, † 1220, Tochter von Richard de Clare, 2. Earl of Pembroke, bestattet in Tintern Abbey
      1. William Marshal, 2. Earl of Pembroke, * in der Normandie wohl 1190, † 6. April 1231 in Fawley (Buckinghamshire), 1194 Earl und erblicher Master Marshal, 2. Mai 1224–22. Juni 1226 Justiciar of Ireland, bestattet in der Temple Church; ⚭ (1) 1214 Alix de Béthune, Dame de Chocques, † wohl 1216, Tochter von Baudouin de Béthune, Comte d’Aumale (Haus Béthune), und Hawise, Comtesse d’Aumale, bestattet in St Paul’s Cathedral; ⚭ (2) 23. April 1224 Eleanor von England, Tochter von König Johann Ohneland und Isabella von Angoulême, Gräfin von Angoulême, sie heiratete in zweiter Ehe am 7. Januar 1238 Simon de Montfort, 6. Earl of Leicester (Haus Montfort-l’Amaury)
      2. Matilda Marshal, * wohl vor 1195, † 1./7. April 1248; ⚭ (1) vor 1207 Hugh Bigod, 3. Earl of Norfolk, † Februar 1225, wohl 11./18., Sohn von Roger Bigod, 2. Earl of Norfolk (Haus Bigod) und Ida; ⚭ (2) vor 13. Oktober 1225 William de Warenne, 5. Earl of Surrey, † 1240, Sohn von Hamelin de Warenne, Earl of Surrey (Haus Plantagenet), und Isabel de Warenne, 4. Countess of Surrey (Haus Warenne)
      3. Richard Marshal, 3. Earl of Pembroke, † 16. April 1234 Kilkenny Castle, 1219 Seigneur de Longueville et d’Orbec, 1231 Earl of Pembroke und erblicher Master Marshal, bestattet in der Franziskanerkirche in Kilkenny; ⚭ 1222 Gervaise de Vitré, † 1236/41, Vicomtesse de Dinan, Tochter von Alain de Dinan, Seigneur de Vitré (Haus Vitré), und Clémence de Fougères (Haus Fougères), Witwe von Juhel, Seigneur de Mayenne (Haus Mayenne), und Geoffroy, Vicomte de Rohan (Haus Rohan)
      4. Gilbert Marshal, 4. Earl of Pembroke † 27. Juni 1241 Hertford Priory, 1234 Earl of Pembroke und erblicher Master Marshal, bestattet in der New Temple Church, London; ⚭ Berwick 1. August 1235, Marjorie von Schottland, † 17. November 1244, Tochter von William the Lion, König von Schottland (Haus Dunkeld), bestattet in der Church of the Preaching Friars (Dominikanerkirche) in London
        1. (unehelich) Isabel; ⚭ Rhys ap Maelgwn, † 1255, Sohn von Maelgwn ap Maelgwn Fychan, Lord of Cardigan Is Ayron, und Angharad of Wales
          1. Rhys Fychan, † 1302

      5. Walter Marshal, 5. Earl of Pembroke, * nach 1198, † 24. November 1245 Goodrich Castle, 1241 Earl of Pembroke und erblicher Master Marshal, bestattet in Tintern Abbey; ⚭ 6. Januar 1242 Margaret de Quincy, * vor 1208, † März 1266, Tochter von Robert de Quincy (Sohn von Saer de Quincy, 1. Earl of Winchester) und Hawise of Chester, Witwe von John de Lacy, 1. Earl of Lincoln, sie heiratete in dritter Ehe vor 7. Juni 1252 Richard de Wiltshire
      6. Anselm Marshal, 6. Earl of Pembroke, † Chepstow Castle Dezember 1245, wohl 22./24., 1245 Earl of Pembroke und erblicher Master Marshal, bestattet in Tintern Abbey; ⚭ Matilda de Bohun, † Groby Castle, Lincolnshire, 20. Oktober 1252, Tochter von Humphrey de Bohun, 2. Earl of Hereford, Earl of Essex (Haus Bohun), und Matilda de Mandeville, bestattet in Brackley, sie heiratete in zweiter Ehe Roger de Quincy, 2. Earl of Winchester
      7. Joan Marshal, † vor 1242; ⚭ Warin de Munchensi, *um 1195, † um 20. Juli 1255, Sohn von William de Munchensi und Aveline de Clare, er heiratete in zweiter Ehe Dionisie de Anesty
        1. John de Munchensi, † 1247
        2. Joan de Munchensi, † 1307; ⚭ William de Valence, 1. Earl of Pembroke (Guillaume de Lusignan), * 1227/31, † 16. Mai 1296, Sohn von Hugo X. von Lusignan, Graf von La Marche und Isabella von Angoulême, Gräfin von Angoulême, Halbbruder von König Heinrich III. von England

      8. Isabel Marshal, * 9. Oktober 1200 Pembroke Castle, † 15. oder 17. Januar 1240 Berkhamsted Castle, bestattet in Beaulieu Abbey (Hampshire); ⚭ (1) 9. Oktober 1214 oder 1217 Gilbert de Clare, 4. Earl of Hertford, * wohl 1180, † Penrose (Bretagne) 25. Oktober 1230, Sohn von Richard de Clare, 3. Earl of Hertford (Haus Clare), und Amicia FitzWilliam, bestattet in Tewkesbury; ⚭ (2) Fawley, Buckinghamshire, 13. oder 30. März 1231 Richard, Earl of Cornwall, † 2. April 1272 in Berkhamsted Castle, gewählter deutscher König (Haus Plantagenet)
      9. Sibyl, † vor 1238; ⚭ vor 14. Mai 1219 William de Ferrers, 5. Earl of Derby, † Mai 1254, Sohn von William de Ferrers, 4. Earl of Derby, und Agnes de Chester, bestattet in Merevale Abbey
      10. Eva, * wohl 1200/10, † vor 1246; ⚭ William de Braose, 7. Baron of Bramber, † hingerichtet 2. Mai 1230, Sohn von Reynald de Briouse und Grace de Briwere

    5. (2) Sohn (Anselm)
    6. (2) Henry Marshal, † 1206, 1189 Dean of York, 1194 Bischof von Exeter
    7. (2) Matilda; ⚭ Robert de Pont-de-l’Arche, † nach 1196, Sohn von Guillaume de Pont-de-l’Arche und Constance Mauduit
    8. (2) Tochter, * wohl 1145/55; ⚭ wohl 1160/70 William (III.) Crassus, † wohl 1204/14

  2. William Giffard/der Pausbäckige, † nach 1166, 1141/42 Kanzler der Empress Maud

## Weblink
- Charles Cawley, Medieval Lands, Earls 1138–1142, Earls of Pembroke 1189–1245 (Marshal) (online)